# Thelma Cabrera
Thelma Cabrera Pérez de Sánchez (El Asintal, Retalhuleu, Guatemala, 21 de septiembre de 1970) es una activista representante de CODECA y política guatemalteca de ascendencia maya Mam. Cabrera fue candidata presidencial en 2019 por el partido Movimiento para la Liberación de los Pueblos.

## Primeros años
Cabrera, quién habla el idioma español como segunda lengua, creció en El Asintal, en la costa oeste de Guatemala, en el departamento de Retalhuleu, donde contrajo matrimonio a los 15 años de edad. Hija de Timoteo Cabrera, y Santos Victoria Pérez, familia campesina y de escasos recursos. Durante su infancia, Cabrera trabajaba con sus padres y hermanos en fincas de café.

## Vida política
Cabrera ha sido un miembro activo del Comité de Desarrollo Campesino (CODECA), una organización de derechos humanos de base que trabaja para mejorar la situación de pobreza en las áreas rurales de Guatemala.

### Elecciones generales de 2019
Cabrera fue seleccionada para representar al recién formado partido político de CODECA, Movimiento para la Liberación de los Pueblos, para correr en las elecciones de 2019.
Ha indicado que su eventual gobierno estará marcado por la política del 'Buen Vivir' que consiste en que los guatemaltecos tengan acceso a educación de alta calidad, servicios básicos –un proyecto que incluye la nacionalización de la energía–, derechos laborales y cuidado del medio ambiente. A diferencia de la mayoría de los demás candidatos, ha declarado su apoyo a la Comisión Internacional contra la Impunidad en Guatemala (CICIG), organismo creado por la ONU para investigar la corrupción, pero al que se opone la clase política tradicional guatemalteca.
Durante su campaña, fue abiertamente combatida por las élites económicas del país, que la acusaron de querer convertir Guatemala en "otra Venezuela". Fue criticada por los grandes medios de comunicación por su falta de formación académica, su castellano a veces torpe y su vestimenta, derivada de la cultura indígena.
En junio de 2019, Cabrera figuraba en quinto lugar en las encuestas electorales. Luego de las elecciones generales, Cabrera se posicionó en cuarto lugar con un 10.3 % de los votos desplazando a la coalición PAN-PODEMOS de Roberto Arzú.  Al finalizar el conteo electoral, Sandra Torres obtuvo el 26 % de los votos y Alejandro Giammattei el 15 % de los votos, pasando a la segunda vuelta en agosto de 2019, dejando a Cabrera fuera de la elección.

### Elecciones generales de 2023
Cabrera fue proclamada como precandidata a la presidencia junto al procurador de los derechos humanos Jordán Rodas como candidato a la vicepresidencia en diciembre de 2022. El binomio presidencial del Movimiento para la Liberación de los Pueblos (MLP) no fue inscrito por el Registro de Ciudadanos del Tribunal Supremo Electoral por la invalidez de la constancia transitoria de inexistencia de reclamación de cargos —también conocido como «finiquito»— de Jordán Rodas, precandidato vicepresidencial del partido.
En enero de 2023, la Procuraduría de los Derechos Humanos, el Ministerio Público y la Contaloría General de Cuentas iniciaron una investigación en contra de Rodas por «anomalías» durante su gestión como procurador de los derechos humanos; dichos procedimientos dejaron sin vigencia el «finiquito», un documento requerido por la Ley Electoral y de Partidos Políticos para la inscripción de candidatos a elección popular. A finales de enero de ese año, el Registro de Ciudadanos del Tribunal Supremo Electoral anunció que el binomio presidencial del MLP no fue inscrito porque el finiquito de Rodas no tenía validez. Rodas defendió que su documento aún tenía validez, por lo que el partido apeló la resolución del Registro de Ciudadanos ante los magistrados del Tribunal Supremo Electoral, los magistrados de la Corte Suprema de Justicia y la Corte de Constitucionalidad respectivamente. Las tres instancias rechazaron los recursos legales del MLP, por lo que su inscripción y participación pasó a depender nuevamente de la Corte de Constitucionalidad. El MLP también organizó manifestaciones y bloqueos para exigir su participación en las elecciones presidenciales. A principios de mayo de 2023, la Corte de Constitucionalidad negó el recurso de forma definitiva y el binomio Cabrera-Rodas quedó fuera de las elecciones, aunque Rodas dijo que apelarían la decisión ante la Corte Interamericana de Derechos Humanos (CIDH).
La situación de Cabrera y Rodas fue comparada con la situación de Thelma Aldana (Movimiento Semilla) y Edwin Escobar Hill (Prosperidad Ciudadana), precandidatos presidenciales que quedaron fuera de las elecciones generales de 2019 por problemas con el «finiquito».Organizaciones de derechos humanos y observadores internacionales criticaron la decisión del Tribunal Electoral, considerada una venganza política contra el Presidente Giammattei y un "golpe de Estado electoral".